# ベンゾホスホール
ベンゾホスホール（英語: Benzophosphole）は、化学式がC8H7Pで表される有機化合物で、インドールの類似化合物である。